# North Miami
North Miami ist eine Stadt im Miami-Dade County im US-Bundesstaat Florida. Das U.S. Census Bureau hat bei der Volkszählung 2020 eine Einwohnerzahl von 60.191 ermittelt.

## Geographie
North Miami liegt an der Biscayne Bay, etwa fünf Kilometer nördlich von Miami. Angrenzende Kommunen sind Miami Shores, Biscayne Park, Bal Harbour, Bay Harbor Islands, Indian Creek, Sunny Isles Beach, North Miami Beach und Opa-locka.

### Klima
Das Klima ist mild und warm, leicht mit einem leichten Wind von See. Statistisch regnet es in den Sommermonaten an durchschnittlich 40 % der Tage, wenn auch nur kurzfristig. Die höchsten Temperaturen sind im Mai bis Oktober, mit bis zu 33 °C. Die kältesten Monate von Dezember bis Februar mit durchschnittlich nur 12 °C. Schneefall ist in der Region nahezu unbekannt.

## Religionen
In North Miami gibt es derzeit 47 verschiedene Kirchen aus 16 unterschiedlichen Konfessionen. Unter den zu einer Konfession gehörenden Kirchen ist die Baptistengemeinde mit 10 Kirchen am stärksten vertreten. Weiterhin gibt es 13 zu keiner Konfession gehörende Kirchen (Stand: 2004).

## Demographische Daten
Laut der Volkszählung 2010 verteilten sich die damaligen 58.786 Einwohner auf 22.110 Haushalte. Die Bevölkerungsdichte lag bei 2684,3 Einw./km². 32,6 % der Bevölkerung bezeichneten sich als Weiße, 58,9 % als Afroamerikaner, 0,4 % als Indianer und 1,7 % als Asian Americans. 3,3 % gaben die Angehörigkeit zu einer anderen Ethnie und 3,2 % zu mehreren Ethnien an. 27,1 % der Bevölkerung bestand aus Hispanics oder Latinos.
Im Jahr 2010 lebten in 39,0 % aller Haushalte Kinder unter 18 Jahren sowie 22,8 % aller Haushalte Personen mit mindestens 65 Jahren. 66,9 % der Haushalte waren Familienhaushalte (bestehend aus verheirateten Paaren mit oder ohne Nachkommen bzw. einem Elternteil mit Nachkomme). Die durchschnittliche Größe eines Haushalts lag bei 2,96 Personen und die durchschnittliche Familiengröße bei 3,59 Personen.
27,5 % der Bevölkerung waren jünger als 20 Jahre, 29,9 % waren 20 bis 39 Jahre alt, 27,8 % waren 40 bis 59 Jahre alt und 14,8 % waren mindestens 60 Jahre alt. Das mittlere Alter betrug 34 Jahre. 48,1 % der Bevölkerung waren männlich und 51,9 % weiblich.
Das durchschnittliche Jahreseinkommen lag bei 37.792 $, dabei lebten 24,0 % der Bevölkerung unter der Armutsgrenze.
Im Jahr 2000 war Englisch die Muttersprache von 35,49 % der Bevölkerung, haitianisch-kreolisch sprachen 33,28 %, spanisch sprachen 24,88 % und 6,35 % hatten eine andere Muttersprache.

## Sehenswürdigkeiten
Am 15. Juli 1986 wurde die Arch Creek Historic and Archeological Site in das National Register of Historic Places eingetragen.

## Wirtschaft
Die größten Arbeitgeber waren 2018:
| Arbeitgeber                      | Arbeitnehmer |
| -------------------------------- | ------------ |
| Miami-Dade County School Board   | 1035         |
| City of North Miami              | 565          |
| Florida International University | 400          |
| WPBT Channel 2 Studios           | 350          |
| Villa Marie Nursing Home         | 325          |
| Trojan Labor                     | 300          |
| Johnson & Wales University       | 215          |
| Techno Coatings                  | 210          |
| World Emblem Inc                 | 200          |
| Comtel, Inc.                     | 150          |

## Verkehr
Durch North Miami führt die Interstate 95, die U.S. Highways 1 und 441 sowie die Florida State Roads 5, 7, 909, 915, 916 und 922.
Die nächsten Flughäfen sind der 4 Kilometer entfernt gelegene Opa-locka Executive Airport (national) und der 16 Kilometer entfernt gelegene Miami International Airport.

## Schulen
- William J. Bryan Elementary School, etwa 1400 Schüler
- North Miami Elementary School, etwa 1250 Schüler
- Linda Lentin Elementary School, etwa 1050 Schüler
- Natural Bridge Elementary School, etwa 900 Schüler
- Benjamin Franklin Elementary School, etwa 800 Schüler
- North Miami Middle School, etwa 1900 Schüler

## Weiterführende Bildungseinrichtungen
- Johnson & Wales University – Florida Campus, etwa 1500 Student/inn/en

## Kliniken
- Parkway Regional Medical Center
- North Shore Medical Center
- Douglas Gardens Hospital

## Kultur
Das Museum of Contemporary Art  wurde 1994 gegründet.

## Parks und Sportmöglichkeiten
Es gibt ein breites Angebot von verschiedenen Stadtparks sowie mehrere sportliche Einrichtungen sowie Spielwiesen und Möglichkeiten zum Camping und Grillen. 

## Kriminalität
Die Kriminalitätsrate lag im Jahr 2010 mit 606 Punkten (US-Durchschnitt: 266 Punkte) im hohen Bereich. Es gab sechs Morde, 23 Vergewaltigungen, 278 Raubüberfälle, 309 Körperverletzungen, 931 Einbrüche, 2110 Diebstähle, 330 Autodiebstähle und 18 Brandstiftungen.

## Persönlichkeiten
- Matthew Boehm (* 1988), Schauspieler und Filmproduzent